# Phalangogonia obesa
Phalangogonia obesa är en skalbaggsart som beskrevs av Hermann Burmeister 1844. Phalangogonia obesa ingår i släktet Phalangogonia och familjen Rutelidae. Inga underarter finns listade i Catalogue of Life.